# ケイジ・ジ・エレファント
ケイジ・ジ・エレファント（英: Cage the Elephant）は、アメリカ合衆国のボーリンググリーン出身のロックバンド。
グラミー賞では、第57回で最優秀オルタナティヴ・ミュージック・アルバム賞にノミネートされ、第59回・第62回で最優秀ロック・アルバム賞を受賞。

## 来歴
厳格なカトリックコミューンで育ったシュルツ兄弟と、ギャングチームに属していたリンカーン・パリッシュ、ジャレッド・チャンピオン、ダニエル・ティチェナーによって2005年に結成された。ハイスクール・バンドとして活動していたパーフェクト・コンフュージョンを前身としている。
2007年にボナルー・フェスティバルに登場したのち、ジョス・ストーンなどを抱えるイギリスのリレントレス・レコードが最初に彼らを見つけ、2008年に入ってからUKシングル・チャートで「In One Ear」が51位、「Ain’t No Rest For The Wicked」が32位を記録し、本国よりも先に英国で人気に火がついた。泥臭いスライドギターは初期のベックやホワイト・ストライプスと比較され、ブルースにルーツを持つリフを咀嚼した新世代のロックバンドとして一躍脚光を浴びた。同年にそれらシングルを含むデビュー・アルバム『Cage the Elephant』を発表した。パンク、ガレージ・スタイルを基調としたブルージーかつファンキーなロックは英国メディアより高い評価を受け、2009年に同アルバムで全米と日本にてメジャー・デビューを飾る。全米デビューについては、米国のラジオ・チャートで「Ain’t No Rest For The Wicked」が上位に食い込んでおり、当初の予定よりも1か月早く全米デビューが決まったという経緯がある。同年にはロラパルーザや2度目のボナルーに出演したほか、フジロックへの出演のために初来日も果たしている。
2011年に2ndアルバム『Thank You, Happy Birthday』を発表。マット・シュルツ曰く「予算が少なくて10日程度で作った」というデビュー・アルバムとは対照的に、練りに練った本作は全米アルバム・チャートで初登場2位を記録した。また、同年のサマーソニック・フェスティバルにも出演し、圧巻のライブパフォーマンスを披露した。
2013年に3rdアルバム『Melophobia』を発表。本作から先行でカットされたシングル「Come A Little Closer」はビルボードのエアプレイ・チャートで1位を獲得し、2013年の同チャート年間23位、2014年でも年間3位という成績を残した。また、同じくカットされた「Cigarette Daydreams」もエアプレイ・チャートで2位となるなど同アルバムは大ヒットを記録し、ローリング・ストーン誌は「60’sガレージロック、70’sパンク、80’sオルタナロックを素晴らしく奇抜な形で表現」と賛辞を送った。同年、リードギターを務めていたリンカーン・パリッシュが正式に脱退し、バンドは4人体制となった。
2015年に4thアルバム『Tell Me I’m Pretty』を発表。本作は第59回グラミー賞で最優秀ロック・アルバム賞を受賞した。
2016年にはジュリエット・ルイスのミニ・アルバム『Future Deep』のレコーディングに参加し、ブラッド・シュルツが4曲プロデュースした。
2019年に5thアルバム『Social Cues』を発表。ギタリストのニック・ボックラスと、キーボードから弦楽器や打楽器までこなすマルチプレイヤーのマッザン・ミンスターが正式にバンドに加入し、6人編成で臨んだ本作は第62回グラミー賞で2作目の最優秀ロック・アルバム賞を受賞した。

## メンバー
- マット・シュルツ（Matt Shultz）- ボーカル
- ブラッド・シュルツ（Brad Shultz）- リズムギター
- ジャレッド・チャンピオン（Jared Champion）- ドラムス
- ダニエル・ティチェナー（Daniel Tichenor）- ベース
- ニック・ボックラス（Nick Bockrath）- リードギター
- マッザン・ミンスター（Matthan Minster）- キーボード

### 旧メンバー
- リンカーン・パリッシュ（Lincoln Parish）- リードギター

## ディスコグラフィー

### スタジオ・アルバム
- Cage the Elephant (2008)
- Thank You, Happy Birthday (2011)
- Melophobia (2013)
- Tell Me I'm Pretty (2015)
- Social Cues (2019)

## 来日公演
- 2009年
  - 7月24日 新潟 苗場スキー場 - フジロックフェスティバル
- 2011年
  - 8月13日 千葉 幕張メッセ - SUMMER SONIC TOKYO